# Vadsbro distrikt
Vadsbro distrikt är ett distrikt i Flens kommun och Södermanlands län. 
Distriktet ligger söder om Flen. 

## Tidigare administrativ tillhörighet
Distriktet inrättades 2016 och utgörs av socknen Vadsbro.
Området motsvarar den omfattning Vadsbro församling hade vid årsskiftet 1999/2000.